# Henryk Grunwald

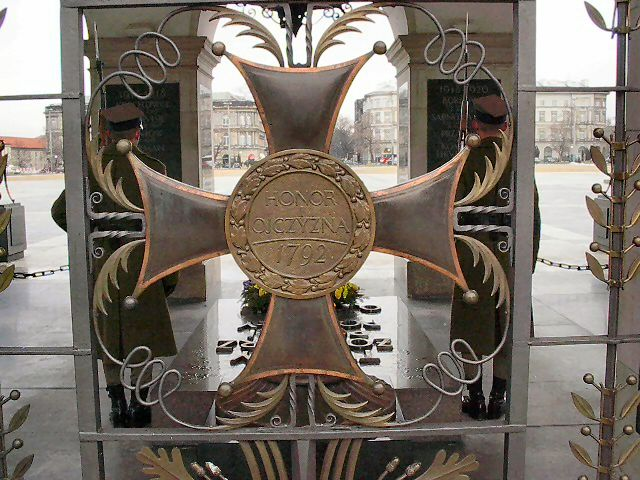
Detal kraty Grobu Nieznanego Żołnierza w Warszawie

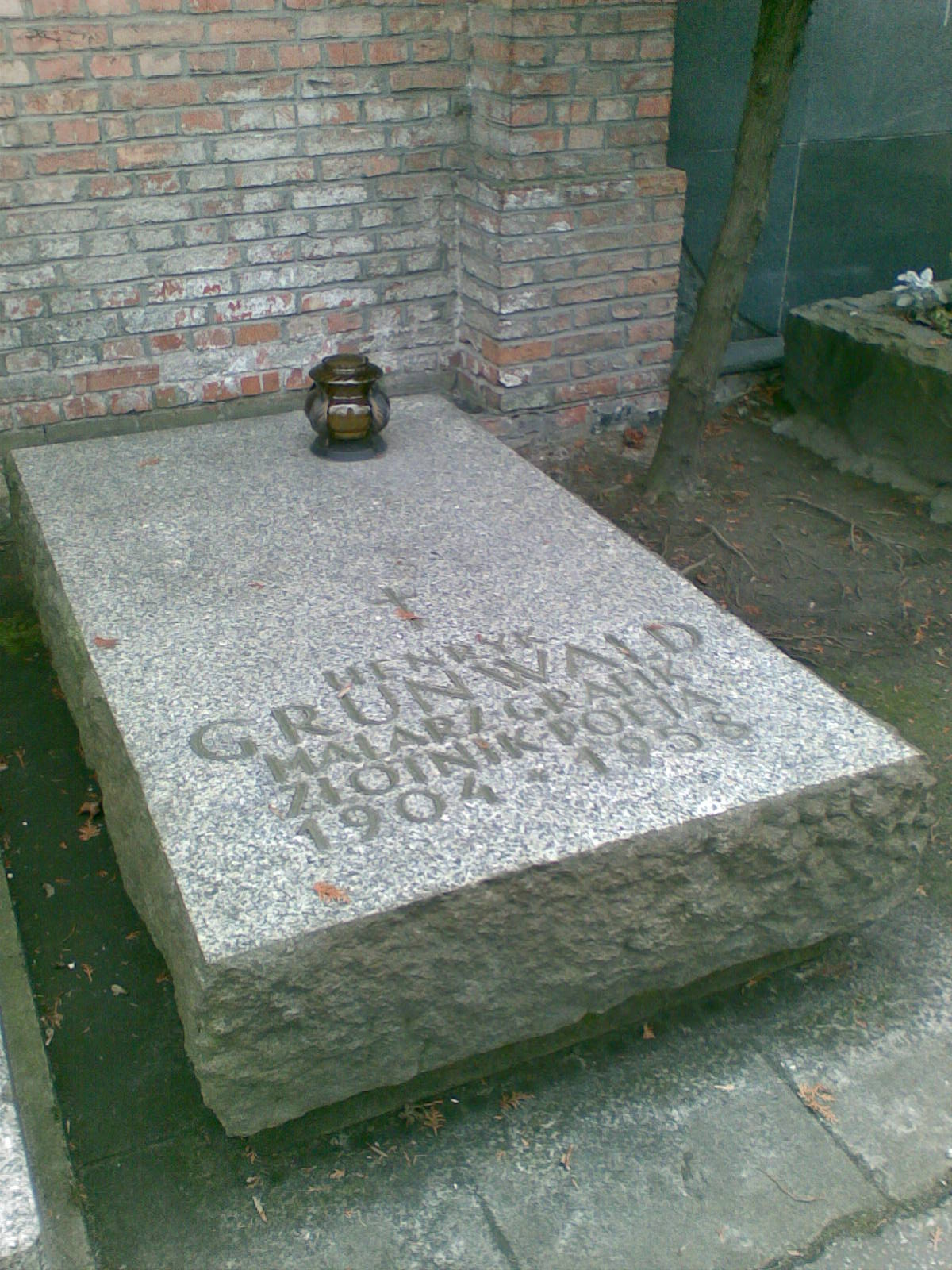
Grób Henryka Grunwalda na cmentarzu Powązkowskim w Warszawie

Henryk Grunwald (ur. 14 stycznia 1904 w Łazach, zm. 21 marca 1958 w Warszawie) – polski rysownik, metaloplastyk, malarz, złotnik i poeta.

## Życiorys
Syn Henryka. Początkowo, w latach 1923–1924 studiował prawo na Uniwersytecie Warszawskim. Od 1924 studiował malarstwo w Szkole Sztuk Pięknych w Warszawie. Po ukończeniu studiów na SSP przebywał we Francji jako stypendysta Funduszu Kultury Narodowej. Od 1927 do lat 30. pełnił funkcję asystenta w pracowni technik metalowych macierzystej uczelni u prof. Miłosza Kotarbińskiego.
Jako karykaturzysta zadebiutował w 1936, w Szpilkach. W 1938 po raz pierwszy przedstawił na wystawie w Instytucie Propagandy Sztuki swoją biżuterię. 
Przygotował i wykuł kandelabry, patery, popielniczki do pałacu Brühla w Warszawie oraz ozdobne kraty w oknach klatki schodowej Pałacu Rady Ministrów. W 1945 przygotował projekt krat wypełniających arkady Grobu Nieznanego Żołnierza w Warszawie wraz z najwyższymi odznaczeniami wojskowymi. Współpracował z Bohdanem Pniewskim przy projektowaniu balustrad schodów i krat we wnętrzach budynków Sejmu.
Zmarł w Warszawie, pochowany na cmentarzu Powązkowskim (Aleja Zasłużonych-1-89).

## Wystawy[f]

### Wystawy indywidualne
- 1930 – Salon Garlińskiego
- 1938 – Instytut Propagandy Sztuki, Warszawa

#### Pośmiertnie
- 1960 – Muzeum Narodowe
- 1961 – Polish Cultural Institute, Londyn
- 1965 – Gal. Kranenburgh, Bergen
- 1966 – Swedish Theater, Helsinki
- 1987 – Metal w twórczości Henryka Grunwalda w okresie powojennej odbudowy kraju, Muzeum Sztuki Złotniczej, Kazimierz Dolny
- 1998 – Henryk Grunwald. Mistrz kompozycji w metalu, Muzeum Miedzi, Legnica
- 2010 – Twórczość w metalu Henryka Grunwalda, Warszawa

### Wystawy zbiorowe
- 1928 – Wystawa Grupy Rzut, Zachęta
- 1937 – Exp. Int. Arts et Techniques, Paryż
- 1939 – World's Fair, Nowy Jork
- 1950 – Plastycy w walce o pokój
- 1956 – I Ogólnopolska Wystawa Grafiki Artystycznej i Rysunku

#### Pośmiertnie
- 2011–2012 – Granice srebrnych przestrzeni. Polska biżuteria drugiej połowy XX wieku – wystawa ze zbiorów prof. Ireny Huml Kazimierz Dolny, Legnica

## Ordery i odznaczenia
- Krzyż Komandorski Orderu Odrodzenia Polski (16 maja 1949)[12]
- Złoty Krzyż Zasługi (5 maja 1946)[1]
- Medal 10-lecia Polski Ludowej (19 stycznia 1955)[13]

## Nagrody[g]
- Państwowa Nagroda Artystyczna II stopnia (zespołowa) w dziale architektury za prace nad zaprojektowaniem i wykonaniem wnętrza Rady Państwa (1950)[14]
- I nagroda na I Ogólnopolskiej Wystawie Grafiki Artystycznej i Rysunku (1956)
- nagroda TPPR za ilustracje do klasycznej literatury rosyjskiej (1957)